# میری‌لی
میری‌لی (به ترکی آذربایجانی: Mirili) یک منطقه مسکونی در جمهوری آذربایجان است که در شهرستان ایمیشلی واقع شده است. میری‌لی ۹۵۴ نفر جمعیت دارد.

## دین
در مسجد جامع میری‌لی یک هیئت مذهبی وجود دارد.